# Mariastaden

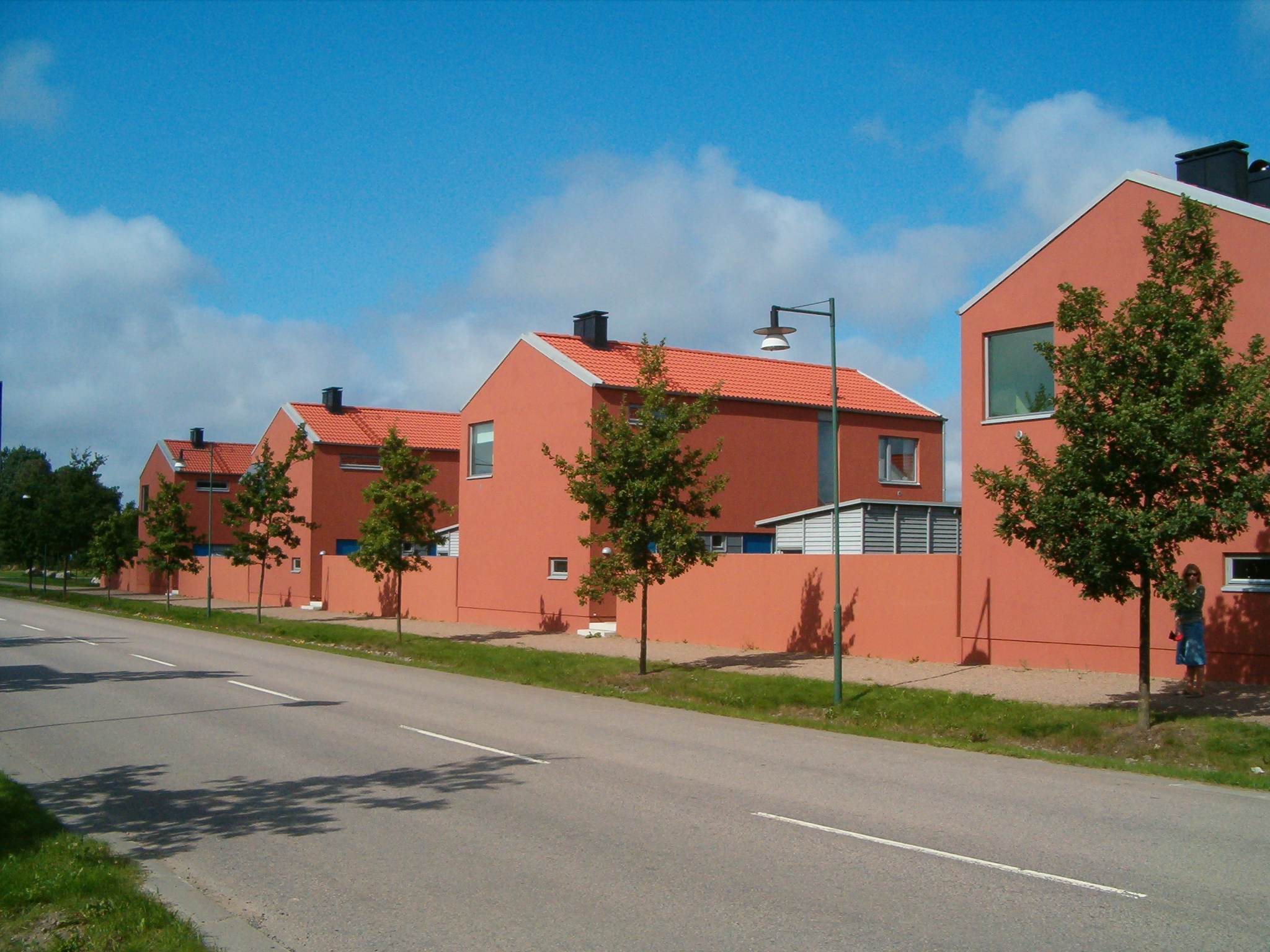
Bostäder i Maria Trädgårdsstad

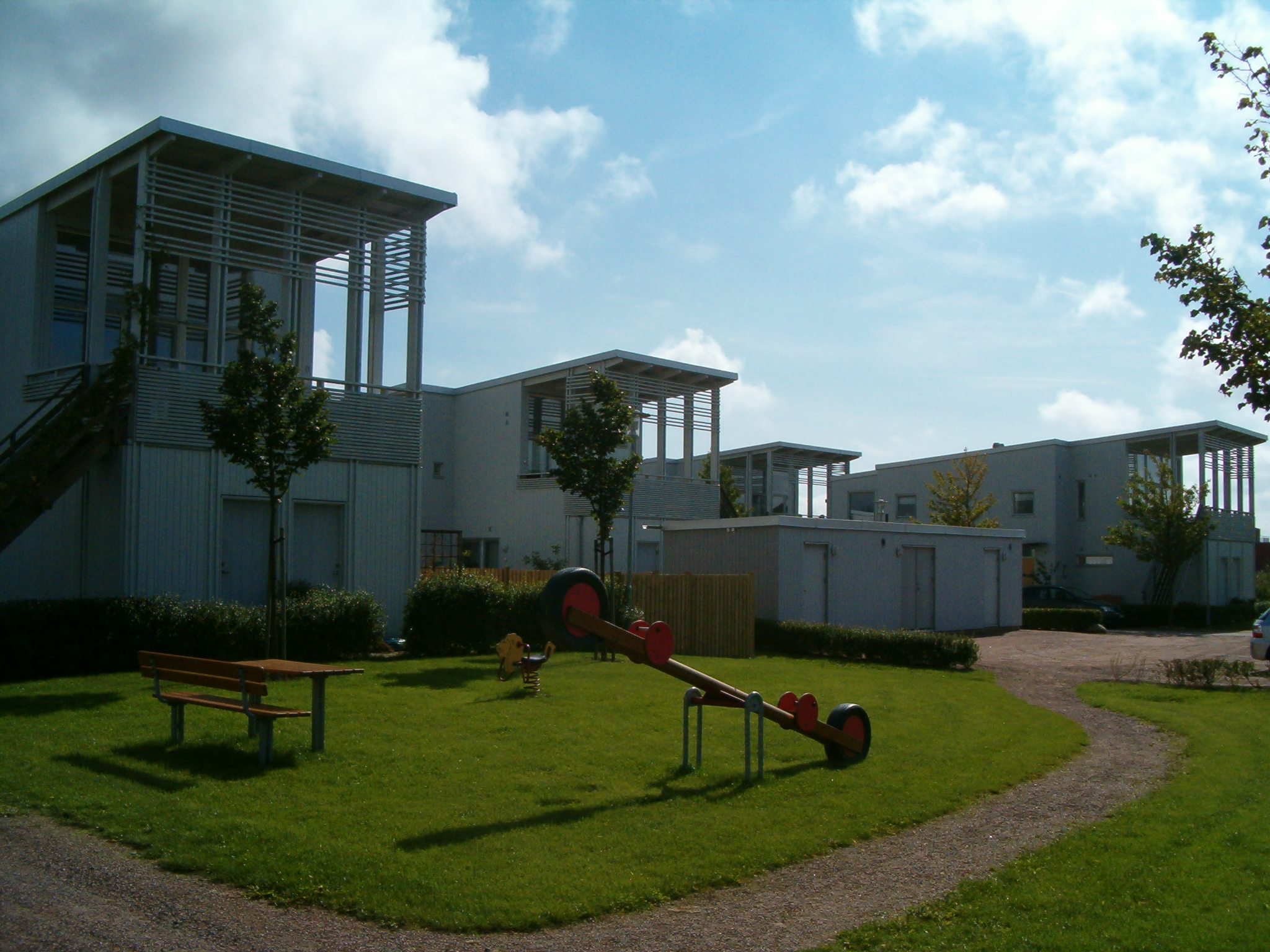
Bostäder i Maria Trädgårdsstad

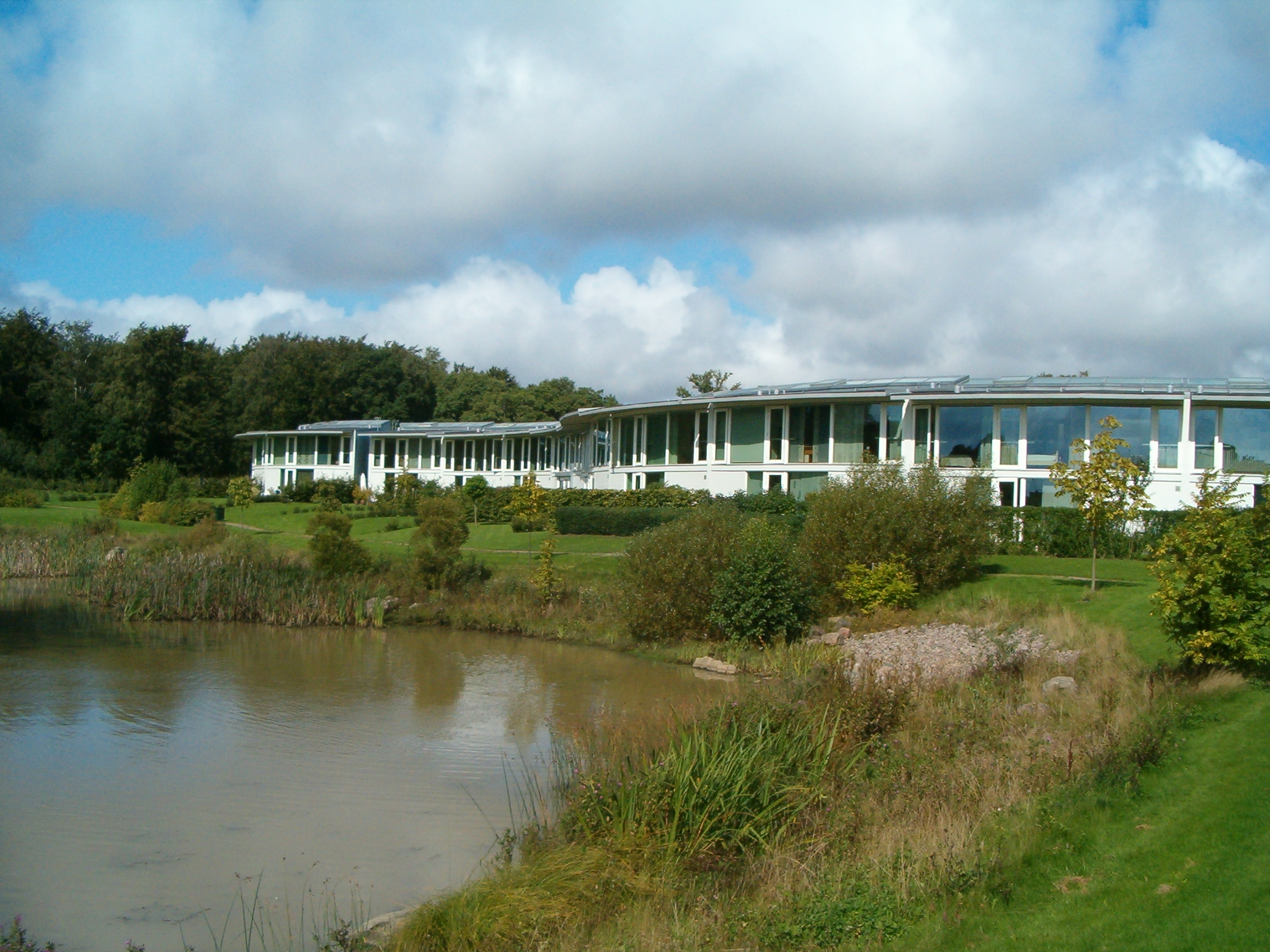
Bostadshuset Eos i Maria Trädgårdsstad, nedanför detta i bild kan man se en sjö för upptagning av dagvatten.

Mariastaden är en stadsdel i norra Helsingborg som byggts upp kring det tidigare sjukhusområdet S:ta Maria Sjukhus i ett område som tidigare hette Senderöd. Den 31 december 2020 hade stadsdelen ett invånartal på 7 487 personer.  Stadsdelen började byggas i slutet av 1990-talet och växer fortfarande etappvis. Området är tänkt att sträcka sig från sjukhusområdet i väster till Maria Station i öster. Alla kvarter ritas av olika arkitektkontor, vilket ska ge stadsdelen en varierad bebyggelse. Arkitekter och arkitektkontor som hittills bidragit till området är bl. a. Anders Wilhelmson, Bertil Mernsten, White arkitekter (Malmö), Henrik Jais-Nielsen & Mats White Arkitekter. Mariastaden har en lokal behandling av dagvattnet genom uppsamling av detta i diken och särskilda sjöar. Genom att vattnet inte leds bort från området ska detta öka möjligheten för fördröjning, delvis infiltrering och minska föroreningar. Det vatten som inte fångas upp av marken leds ner till Öresund via ett dagvattenmagasin. Helsingborg har även planer på att i framtiden anlägga en snabbspårväg mellan Helsingborg och Höganäs, vilken tidigare planerades att gå genom stadsdelen längs Mariehällsvägen och ansluta i söder till Västkustbanan.

## Indelning
Mariastaden är indelat i ett antal mindre områden, vilka benämns utbyggnadsområden av Helsingborgs stad, då de alla representerar olika utbyggnadsfaser av den nya stadsdelen.

### Maria Park
Maria Park var det första området att tas om hand i och med att det gamla mentalsjukhuset S:ta Maria omvandlades till att hysa olika verksamheter. Parken kring sjukhuset har en markareal på omkring 45 hektar och här byggdes ett antal nya bostäder medan andra inreddes i vissa av sjukhuset äldre lokaler. Sjukhusets gamla huvudbyggnader har en våningsyta på cirka 50 000 kvadratmeter, vilka numera hyser bostäder, kontorslokaler och ett antal skolor.

### Maria Trädgårdsstad
Maria Trädgårdsstad ligger direkt norr om sjukhusområdet och sträcker sig från detta till Kungshults sjukhem i norr. Området var det första egentliga utbyggnadsområdet och domineras, som namnet antyder, av trädgårdsstadsbebyggelse där betoningen ligger på en låg väl utspridd villabebyggelse där husens trädgårdar står för en stor del av grönskan, men där det även finns rikliga utrymmen för övrig grönska. Detta område är även det indelat i mindre enheter, med namn som Maria Äng och Maria Hage.

### Maria Lovisa och Maria Sofia
Områdena Maria Lovisa och Maria Sofia började bebyggas 2005 och ligger öster om Maria Trädgårdsstad, med Maria Lovisa norr om Mariehällsvägen och Maria Sofia söder om denna. I detta område finns fler flerbostadshus såväl som radhus, men även en del enfamiljshus. Ju längre österut man kommer, desto tätare blir bebyggelsen. På grund av att det ökade antalet flerbostadshus finns här också en större mängd offentlig grönska i form av trädkantade gator och små parker.

### Maria stationsområde
Maria stationsområde är tänkt att ligga i Mariastadens östligaste ände, mellan Kullavägen och Maria station. Byggnationen av detta område har dock inte börjat än. Enligt planer från Helsingborgs stad ska bebyggelsen här bli ännu mer tät och stadsmässig, med ett större antal flerbostadshus och ökad bebyggelsehöjd till tre till fyra våningar, i vissa fall så högt som åtta våningar. Området kommer att omfatta cirka 110 hektar och man planerar för ungefär 1 200 bostäder.

## Befolkningsutveckling
| Befolkningsutvecklingen i Mariastaden 2004–2020                | Befolkningsutvecklingen i Mariastaden 2004–2020 | Befolkningsutvecklingen i Mariastaden 2004–2020 | Befolkningsutvecklingen i Mariastaden 2004–2020 | Befolkningsutvecklingen i Mariastaden 2004–2020 |
| -------------------------------------------------------------- | ----------------------------------------------- | ----------------------------------------------- | ----------------------------------------------- | ----------------------------------------------- |
|                                                                |                                                 |                                                 |                                                 |                                                 |
| År                                                             |                                                 |                                                 | Folkmängd                                       |                                                 |
| 2004                                                           | 2004                                            |                                                 | 2 255                                           |                                                 |
| 2005                                                           | 2005                                            |                                                 | 2 302                                           |                                                 |
| 2006                                                           | 2006                                            |                                                 | 2 497                                           |                                                 |
| 2007                                                           | 2007                                            |                                                 | 2 946                                           |                                                 |
| 2008                                                           | 2008                                            |                                                 | 3 736                                           |                                                 |
| 2009                                                           | 2009                                            |                                                 | 4 028                                           |                                                 |
| 2010                                                           | 2010                                            |                                                 | 4 183                                           |                                                 |
| 2011                                                           | 2011                                            |                                                 | 4 270                                           |                                                 |
| 2012                                                           | 2012                                            |                                                 | 4 339                                           |                                                 |
| 2013                                                           | 2013                                            |                                                 | 4 361                                           |                                                 |
| 2014                                                           | 2014                                            |                                                 | 4 494                                           |                                                 |
| 2015                                                           | 2015                                            |                                                 | 4 710                                           |                                                 |
| 2016                                                           | 2016                                            |                                                 | 5 114                                           |                                                 |
| 2017                                                           | 2017                                            |                                                 | 5 945                                           |                                                 |
| 2018                                                           | 2018                                            |                                                 | 6 309                                           |                                                 |
| 2019                                                           | 2019                                            |                                                 | 6 987                                           |                                                 |
| 2020                                                           | 2020                                            |                                                 | 7 487                                           |                                                 |
| Anm: Mariastaden bröts ut från Ringstorp den 31 december 2004. |                                                 |                                                 |                                                 |                                                 |

## Demografi

### Befolkningssammansättning
Statistikområdet Mariastaden hade 7 487 invånare den 1 januari 2020, vilket utgjorde 6,6 % av befolkningen i hela Helsingborgs tätort (här alla statistikområden i Helsingborgs kommuns innerområde, motsvarande Helsingborgs tätort inklusive vissa närliggande småorter). Det är därigenom Helsingborgs befolkningsmässigt största stadsdel. Stadsdelen har den lägsta medelåldern i Helsingborg med 33,8 år, vilket är nästan sju år lägre än medelåldern för staden som helhet. Den låga medelåldern beror på det stora antalet barnfamiljer som finns i området. Den största åldersgruppen inom statistikområdet var 40 till 49 år med 16,3 % av befolkningen, följt av åldersgrupperna 30 till 39 år (15,9 %), samt 10 till 19 år (15,5 %). Åldersgrupperna över 60 år var kraftigt underrepresenterade och utgjorde tillsammans endast 11 % av befolkningen.
Andelen personer med utländsk bakgrund, alltså personer som antingen är födda utanför Sverige eller har föräldrar som båda är födda utanför Sverige, var inom statistikområdet 23,4 %, vilket var lägre än medelvärdet för Helsingborg med 30,3 %. Av de som var födda utanför Sverige var en större andel födda i Norden och en något mindre andel födda i övriga Europa än genomsnittet för Helsingborg. Andelen födda i övriga Världen låg på ungefär samma nivå som staden som helhet.
| Åldersfördelning (2020) |        |  |  |  |
| Åldersgrupp             | Andel  |  |  |  |
| 0–9                     | 14,6 % |  |  |  |
| 0–9                     | 11,5 % |  |  |  |
| 10–19                   | 15,5 % |  |  |  |
| 10–19                   | 10,7 % |  |  |  |
| 20–29                   | 15,1 % |  |  |  |
| 20–29                   | 14,7 % |  |  |  |
| 30–39                   | 15,9 % |  |  |  |
| 30–39                   | 14,1 % |  |  |  |
| 40–49                   | 16,3 % |  |  |  |
| 40–49                   | 12,1 % |  |  |  |
| 50–59                   | 11,6 % |  |  |  |
| 50–59                   | 12,5 % |  |  |  |
| 60–69                   | 5,4 %  |  |  |  |
| 60–69                   | 10,3 % |  |  |  |
| 70–79                   | 3,6 %  |  |  |  |
| 70–79                   | 8,8 %  |  |  |  |
| 80–                     | 2,0 %  |  |  |  |
| 80–                     | 5,1 %  |  |  |  |
|                         |        |  |  |  |
|                         |        |  |  |  |
| Medelålder              | 33,8   |  |  |  |
| Medelålder              | 40,7   |  |  |  |

| Utländsk bakgrund (2020)                |        |  |  |  |
|                                         |        |  |  |  |
| Andel                                   | 23,4 % |  |  |  |
| Andel                                   | 30,3 % |  |  |  |
| Födelseland (för födda utanför Sverige) |        |  |  |  |
| Region                                  | Andel  |  |  |  |
| Övriga Norden                           | 10,7 % |  |  |  |
| Övriga Norden                           | 7,3 %  |  |  |  |
| Övriga Europa                           | 35,1 % |  |  |  |
| Övriga Europa                           | 37,8 % |  |  |  |
| Övriga Världen                          | 54,2 % |  |  |  |
| Övriga Världen                          | 54,8 % |  |  |  |

### Utbildning och inkomst
Mariastaden hade den 31 december 2020 en utbildningsnivå över Helsingborg som helhet. Andelen invånare mellan 20 och 64 år med endast förgymnasial eller gymnasial utbildning var lägre än genomsnittet för staden medan andelen med eftergymnasial utbildning var högre än genomsnittet. Störst var andelen med eftergymnasial utbildning längre än tre år, med 32,3 %. Medelinkomsten för statistikområdet uppgick 2020 till 462 500 kronor jämfört med 402 800 kronor för Helsingborg som helhet. Kvinnornas medellön var 75,6 % av männens, vilket var en större skillnad än för hela Helsingborgs tätort där andelen uppgick till knappt 80 %.
| Utbildningsnivå (2020) |        |  |  |  |
| Utbildning             | Andel  |  |  |  |
| Förgymnasial           | 8,3 %  |  |  |  |
| Förgymnasial           | 13,2 % |  |  |  |
| Gymnasial (≤2 år)      | 11,1 % |  |  |  |
| Gymnasial (≤2 år)      | 16,8 % |  |  |  |
| Gymnasial (3 år)       | 26,6 % |  |  |  |
| Gymnasial (3 år)       | 25,8 % |  |  |  |
| Eftergymn. (<3 år)     | 17,9 % |  |  |  |
| Eftergymn. (<3 år)     | 16,8 % |  |  |  |
| Eftergymn. (≥3 år)     | 32,3 % |  |  |  |
| Eftergymn. (≥3 år)     | 24,4 % |  |  |  |
| Ingen uppgift          | 3,8 %  |  |  |  |
| Ingen uppgift          | 3,0 %  |  |  |  |

| Förvärvsinkomst (2020) |         |  |  |  |
| Kön                    | Inkomst |  |  |  |
| Kvinnor                | 397,9   |  |  |  |
| Kvinnor                | 356,9   |  |  |  |
| Män                    | 526,1   |  |  |  |
| Män                    | 446,6   |  |  |  |
| Samtliga               | 462,5   |  |  |  |
| Samtliga               | 402,8   |  |  |  |

### Sysselsättning och hälsa
Arbetslösheten för personer mellan 20 och 64 år uppgick år 2020 till totalt 7,7 %. Arbetslösheten för kvinnor var något högre än den för männen. Den öppna arbetslösheten uppgick 2020 till 4,4 %. Andelen förvärvsarbetande var totalt 81,3 %. Av de med arbete i stadsdelen pendlade 3 233 personer till arbeten utanför stadsdelen år 2020, medan 1 218 pendlade in från utanför Mariastaden till arbeten i stadsdelen.
Det genomsnittliga antalet utbetalda dagar med sjukpenning, arbetsskadesjukpenning, rehabiliteringspenning, sjukersättning och aktivitetsersättning från socialförsäkringen för stadsdelen uppgick år 2020 till 15 dagar, vilket var lägre än de 23 dagar som gällde för Helsingborg som helhet. Ohälsotalet var större för kvinnorna än för männen.
| Arbetslöshet (2020) |        |  |  |  |
| Kön                 | Andel  |  |  |  |
| Kvinnor             | 8,3 %  |  |  |  |
| Kvinnor             | 9,8 %  |  |  |  |
| Män                 | 7,1 %  |  |  |  |
| Män                 | 10,2 % |  |  |  |
| Samtliga            | 7,7 %  |  |  |  |
| Samtliga            | 11,1 % |  |  |  |

| Ohälsotal (2020) |       |  |  |  |
| Kön              | Dagar |  |  |  |
| Kvinnor          | 19    |  |  |  |
| Kvinnor          | 27    |  |  |  |
| Män              | 11    |  |  |  |
| Män              | 19    |  |  |  |
| Samtliga         | 15    |  |  |  |
| Samtliga         | 23    |  |  |  |